# Exhibit B: The Human Condition
Exhibit B: The Human Condition es el noveno álbum de estudio de la banda de thrash metal Exodus. El álbum comienza después de The Atrocity Exhibition... Exhibit A, siguiendo con las canciones largas y épicas (con un promedio de alrededor de 6 minutos) teniendo temas más oscuros centrados en la guerra, la muerte, la sociedad, la política y la religión. Fue lanzado el 7 de mayo de 2010 en Europa y fue lanzado el 18 de mayo de 2010 en los Estados Unidos. Debutó en el número 114 en el Billboard 200 . Además, el Exhibit B fue el primer álbum de estudio de Exodus desde Fabulous Disaster de 1989 que no presentó un cambio en la alineación del álbum anterior. Se vendieron alrededor de 4,600 copias en su primera semana de lanzamiento en los Estados Unidos. Exhibit B es el último álbum de Exodus con el vocalista Rob Dukes, quien fue despedido en junio de 2014, aunque todavía era parte de la banda cuando la composición de canciones comenzaron las sesiones de Blood In, Blood Out' . 

## Arte de la cubierta
El guitarrista Gary Holt comentó sobre las intenciones de la banda para la portada del álbum:  
 "Queríamos retratar la violencia del hombre en su máxima expresión, así que comenzamos con nuestra propia versión del boceto de Leonardo da Vinci del Hombre de Vitruvio, ¡Pero al estilo 'EXODUS'!. Me señalaron en la dirección de Colin Larks de Rainsong Design para la portada y ¡la mató! Para mí, la obra de arte representa al hombre y su afinidad por el derramamiento de sangre, la ignorancia y la capacidad general de ser conducidos como ovejas al matadero. La imagen se ajusta perfectamente a las canciones de este disco. ¡Todo el diseño estará tan enfermo como el registro mismo! "

El álbum muestra una variedad de temas líricos, pero se centra casi por completo en temas oscuros y deprimentes. El gobierno es un tema recurrente con "Downfall" que describe la caída de los principales gobiernos mundiales a través de la guerra y la recesión, y "March of the Sycophants" describe la hipocresía de los conservadores cristianos. Algunas canciones se centran en eventos trágicos como la Masacre de Nanking en "Nanking"  y los asesinatos llevados a cabo por Leonard Lake y Charles Ng en "The Ballad of Leonard and Charles".  La canción "Class Dismissed (A Hate Primer)" habla acerca de laMasacre de Virginia Tech, perpetuada por Seon Houi Cho.

Exhibit B: The Human Condition recibió críticas positivas. Greg Prato de Allmusic dijo: "Siempre se puede contar con Exodus para suministrar un buen thrash metal agresivo y añejo con cada lanzamiento. Y los muchachos entregan una vez más en su oferta de 2010, Exhibit B: The Human Condition (impresionantemente, su cuarto álbum durante un período de seis años - 2004-2010), describiéndolo más al decir - con la intensidad no bajando ni un ápice de de principio a fin, e - Incluso con las melodías que momentáneamente toman un respiro ('Democide', 'Perpetual State of Indifference', etc.), es solo cuestión de tiempo hasta que Exodus vuelva a pisar el acelerador y vuelva a su "chug-a-lug" repleto de riffs. A Exodus siempre le ha gustado ser rápido y furioso, y ciertamente no decepcionan con el "Exhibit B: The Human Condition". 

| N.º | Título                                             | Duración |  |
| 1.  | «The Ballad of Leonard and Charles»                | 7:14     |  |
| 2.  | «Beyond the Pale»                                  | 7:40     |  |
| 3.  | «Hammer and Life»                                  | 3:31     |  |
| 4.  | «Class Dismissed (A Hate Primer)»                  | 7:15     |  |
| 5.  | «Downfall»                                         | 6:22     |  |
| 6.  | «March of the Sycophants»                          | 6:45     |  |
| 7.  | «Nanking»                                          | 7:22     |  |
| 8.  | «Burn, Hollywood, Burn»                            | 4:05     |  |
| 9.  | «Democide»                                         | 6:36     |  |
| 10. | «The Sun Is My Destroyer»                          | 9:33     |  |
| 11. | «A Perpetual State of Indifference» (Instrumental) | 2:25     |  |
| 12. | «Good Riddance»                                    | 5:33     |  |
| 13. | «Devil's Teeth» (bonus track)                      | 4:13     |  |

- Rob Dukes - Voz
- Gary Holt - Guitarra
- Lee Altus - Guitarra
- Jack Gibson - Bajo
- Tom Hunting - Batería

1. 
2. 
3. 
4. 
5. 
6. 
7. 
8. 
9. 
10. 
11. 
12. 